# New Left Review

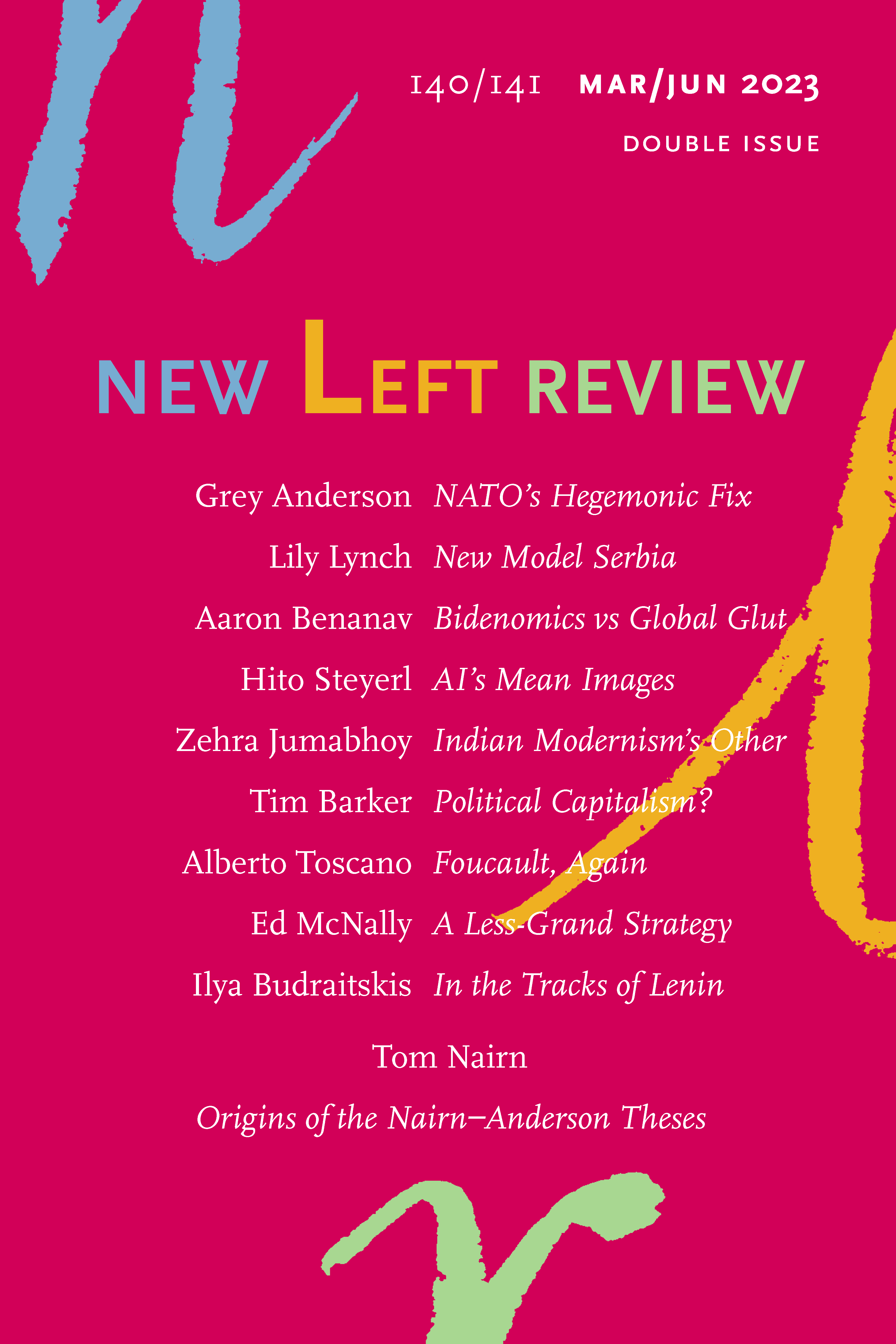
New Left Review, Titelblatt der Nr. 140/141, 2023

Die Zeitschrift New Left Review (NLR) ist eine britische marxistische Zeitschrift. Sie wurde 1960 in London gegründet, als die Herausgeber der Zeitschriften New Reasoner und Universities and Left Review beide Redaktionen zusammenführten. Die Zeitschrift war lange Zeit eine der einflussreichsten Publikationen innerhalb der Neuen Linken in Großbritannien.

## Geschichte
Universities and Left Review war aus der Suezkrise 1956 heraus entstanden und kritisierte die Linie der Labour Party aus einer marxistischen Perspektive.
The New Left Review wurde anfangs von Stuart Hall herausgegeben, der 1962 von Perry Anderson abgelöst wurde. Die Zeitschrift wurde zu einem Forum der Diskussion über den westlichen Marxismus. 1964 wurde die Zeitschrift Socialist Register von Ralph Miliband und John Saville als eine Art von Gegenprojekt gegründet. Edward P. Thompson, ein Kritiker der Öffnung hin zum westlichen Marxismus, wandte sich Ende der 1960er Jahre im Zuge dessen von der NLR ab und war stattdessen der Socialist Register verbunden.
Robin Blackburn übernahm die Herausgeberschaft ab 1982 bis 2000 wieder Perry Anderson Herausgeber wurde. Die Zeitschrift wurde in dieser Zeit neu lanciert, sie erhielt ein neues Layout und auch die politische Linie änderte sich. Manche Kritiker sehen in der neuen Linie eine De-facto-Kapitulation gegenüber der Rechten. Seit 2003 ist Susan Watkins Herausgeberin.
In den 1970er Jahren trugen in der Zeitschrift die marxistischen Staatstheoretiker Nicos Poulantzas und Ralph Miliband in mehreren Artikeln eine Debatte über den kapitalistischen Staat aus. Anlass der Debatte war eine kritische Besprechung Poulantzas des Buches Der Staat in der kapitalistischen Gesellschaft von Miliband. Ernesto Laclau intervenierte Im Zuge dessen mit einem eigenen Beitrag.
Stefan Collini bezeichnete 2010 im Freitag bzw. der britischen Tageszeitung The Guardian die NLR zu ihrem 50-jährigen Bestehen als „Flaggschiff der Neuen Linken“. 2003 rankte das Institute for Scientific Information in einer Impact-Factor-Analyse die New Left Review auf Platz 12 unter den 20 wichtigsten politikwissenschaftlichen Zeitschriften weltweit.
Seit dem Jahr 2000 erscheint die Zeitschrift auch in einer spanischsprachigen Ausgabe.

## Autoren
Seit Gründung der Zeitschrift haben bedeutende Intellektuelle und Autoren in der NLR veröffentlicht. Darunter u. a. Tariq Ali, Judith Butler, Vivek Chibber, Terry Eagleton, Robin Blackburn, Slavoj Žižek, Evgeny Morozov, Wolfgang Streeck, Nancy Fraser, Frederic Jameson, Pablo Iglesias.
Zudem veröffentlichte die Zeitschrift Texte von u. a. Simone Weil, Antonio Gramsci und Theodor W. Adorno.